# Nationale Konferenz zur Errichtung von Pflegekammern in Deutschland
Die Nationale Konferenz zur Errichtung von Pflegekammern in Deutschland ist eine seit 1997 bestehende bundesweite Arbeitsgemeinschaft, die sich als Koordinationsorgan der Initiativen zur Errichtung von Pflegekammern in den einzelnen Bundesländern versteht. Sie ging aus dem sich am 11. Februar 1995 konstituierenden Runden Tisch zur Errichtung von Pflegekammern hervor.
Im Jahr 1997 schlossen sich Verbände, Förderkreise und Initiativen zur Errichtung von Pflegekammern zusammen, die ihre Verantwortung darin sehen, durch Herstellung von Öffentlichkeit ein Selbstverwaltungsorgan – nämlich Pflegekammern – zu fordern. Sie unterstützen die Länderinitiativen, schaffen damit Voraussetzungen zur Sicherstellung der pflegerischen Versorgung in Deutschland, fördern die Qualitätssicherung in der beruflichen Pflege und erstellen eine Berufsordnung. Zur Nationalen Konferenz zählen 16 juristische Personen sowie Edith Kellnhauser. Ihren Sitz hat diese in Kalletal.